# Évêché titulaire de Parténia
Ne doit pas être confondu avec Parthenia.
Parténia (ou Parthenia) est un siège épiscopal situé en Maurétanie sitifienne, dans la région de Sétif en Algérie. Il a disparu à la fin du Ve siècle, et l'on ignore aujourd'hui sa localisation exacte. Le titulaire Rogatus fut exilé après l'invasion de Hunéric.
Son nom est utilisé depuis 1964 par le Saint-Siège comme siège titulaire pour un évêque chargé d'une autre mission que la conduite d'un diocèse contemporain. Giovanni Fallani (it) et José Luis Lacunza Maestrojuán ont été nommés à sa charge en 1964 et 1985.
En 1995, il a été octroyé à Jacques Gaillot aussitôt après que celui-ci a été déchargé du diocèse d'Évreux. Après sa nomination, Jacques Gaillot a utilisé ce titre pour communiquer, notamment sur Internet, en faveur de ses orientations. Le célèbre évêque ne s'est néanmoins jamais rendu sur le lieu supposé de son siège.
Si la presse a initialement parlé d'« évêché des sables », c'est qu'elle a commencé par situer Parténia en Mauritanie en confondant ce pays avec la province romaine de Maurétanie où se trouvait effectivement cette cité antique. Les hauts plateaux de la région de Sétif ne sont ni désertiques ni sablonneux.

## Liste des évêques contemporains titulaires de ce diocèse
| Début      | Fin        | Origine  | Nom                           | Nommé par    | Fonction exercée            |
| ---------- | ---------- | -------- | ----------------------------- | ------------ | --------------------------- |
| 04/06/1964 | 23/07/1985 | Italie   | Giovanni Fallani (it)         | Paul VI      | Membre de la curie romaine  |
| 30/12/1985 | 29/10/1994 | Espagne  | José Luis Lacunza Maestrojuán | Jean-Paul II | Évêque auxiliaire de Panama |
| 13/01/1995 | 12/04/2023 | France   | Jacques Gaillot               | Jean-Paul II |                             |
| 26/05/2023 |            | Portugal | Joaquim Proença Dionísio (pt) | François     | Évêque auxiliaire de Porto  |